# Merolonche
Merolonche là một chi bướm đêm thuộc họ Noctuidae.

## Former species
- Merolonche atlinensis Barnes & Benjamin, 1927
- Merolonche dolli Barnes & McDunnough, 1918
- Merolonche lupini Grote, 1873
- Merolonche spinea Grote, 1876
- Merolonche ursina J.B. Smith, 1898